# Carl-Hans Graf von Hardenberg
Carl-Hans Graf von Hardenberg (22 de octubre de 1891 - 24 de octubre de 1958) fue un político y terrateniente alemán.
Carl-Hans Graf von Hardenberg nació en Glogau, Silesia, Alemania (actualmente Głogów, Voivodato de Baja Silesia). Era parte de la nobleza de Baja Sajonia; los caballeros von Hardenberg poseían el Castillo de Hardenberg en Nörten-Hardenberg desde 1287 y después fueron creados barones y, en 1778, condes (Graf).
Carl-Hans Graf von Hardenberg ingresó en el Ejército alemán. En 1914 se casó con Renate von der Schulenburg. Fue herido varias veces durante la I Guerra Mundial. En 1921, habiendo alcanzado el grado de mayor, renunció a su comisión en el ejército y se estableció en su mansión en Neuhardenberg. Además de su agricultura, estuvo activo en la política comunal, comprometido con la administración del distrito de Lebus en la provincia de Brandeburgo, y participó activamente en la Orden de San Juan de los nobles protestantes. Cuando el Partido Nacional Socialista alcanzó el poder en 1933, Hardenberg rechazó unirse a ninguna de las organizaciones patrocinadas por el partido y fue despedido de todos sus puestos.
En 1939 fue llamado para el servicio militar como mayor de la fuerza militar de reserva. En 1940 fue asignado al Grupo de Ejércitos B donde conoció al Mayor General Henning von Tresckow y se involucró en la resistencia contra Hitler. En 1942 fue transferido a Berlín donde se puso en contacto con el coronel Claus Schenk Graf von Stauffenberg y empezó a organizar el complot para asesinar a Hitler. Muchas de las reuniones de los conspiradores tuvieron lugar en la mansión de Neuhardenberg, localizada a 70 km de Berlín y que no estaba bajo supervisión policial. Si el golpe de Estado hubiera tenido éxito según el plan inicial, Hardenberg hubiera ocupado el puesto de primer ministro de Berlín-Brandeburgo.
Tras el fracaso del golpe, Hardenberg fue arrestado y sus propiedades confiscadas. Intentó sin éxito suicidarse y fue encarcelado en el campo de concentración de Sachsenhausen y fue juzgado por traición. El campo de concentración fue liberado el 22 de abril de 1945, un día antes de cuando se esperaba que Hardenberg fuera sentenciado a muerte y ejecutado.
Después de la II Guerra Mundial, Hardenberg retornó con su familia a Neuhardenberg. Pero su finca fue nacionalizada por las autoridades comunistas, y huyó con su familia a Alemania Occidental y vivió en Kronberg im Taunus, Hesse. Murió el 24 de octubre de 1958, a la edad de 67 años, en Frankfurt am Main, Alemania
Una fundación llamada Carl-Hans Graf von Hardenberg fue creada en 1997 por su hija Astrid Gräfin von Hardenberg. La fundación tiene su sede en Lietzen.